# Jydske Dragonregiment
Det Jydske Dragonregiment opstod ved sammenlægning af to ældre dragonregimenter, nemlig 3. Dragonregiment i Århus og 5. Dragonregiment i Randers. Det skete i 1932. Gennem 3. Dragonregiment når regimentets historie tilbage til 1670'erne.
Jydske Dragonregiment og dets to forældreregimenter var oprindeligt kavaleriregimenter, men allerede i 1930'erne indførtes både cyklist- og motorcykeleskadroner. Efter 2. verdenskrig er regimentet i stigende grad blevet et panserregiment. Mekaniseringen og flere andre årsager gjorde, at regimentet flyttede fra Randers Kaserne til en ny kaserne i Holstebro, hvor langt større øvelsesareal var blevet eksproprieret. Den 1. november 1953 var hele regimentet flyttet til den nye kaserne.
Forsvarsforliget i 2004 betød en sammenlægning med Prinsens Livregiment den 1. september 2005. Regimentet er nu det det eneste panserregiment i Danmark: Alle kampvogne er samlet i Holstebro. Værksteder, simulatorer mv. skulle samles her. Alt er ikke gået helt efter planen: JDR fra Holstebro kører ofte til Oksbøl for at vedligeholde kampvogne og uddannelse.
Jydske Dragonregiment er blevet en af Holstebros største arbejdspladser med over 1.000 medarbejdere og værnepligtige og regimentet har sat sit præg på Holstebros udvikling.
Regimentets valgsprog er: Fortes Fortuna Juvat ("Lykken stå den kække bi"). Regimentets mærke er afledt af Danmarks rigsvåben; i regimentets tilfælde én blå løve over ni røde hjerter, siden 1400-tallet[kilde mangler] symbol på en af den danske konges titler og efterfølgende opfattet som symbol for Jylland. Løven holder monogrammet C5, som henviser til Christian 5. i hvis tid 3. Dragonregiment oprettedes.

## Bataljoner ved regimentet
Aktive bataljoner
- I/JDR: Panserbataljon (1953-)
- II/JDR: Panserinfanteribataljon (2011-), tidligere: Motorvognsbataljon (1953-1961), Panserbataljon (1961-2004), Uddannelsesbataljon (2004-2011)
- V/JDR: Uddannelsesbataljon (2011-), tidligere: Opklaringsbataljon (1981-2004)

Nedlagte bataljoner:
- III/JDR: Panserbataljon (1961-2004), med garnison i Oksbøllejren
- IV/JDR Opklaringsbataljon (1966-1968), Infanteribataljon (1983-2004), som også fungerede Uddannelsesbataljon i 1980'erne
- VI/JDR: Panserjægerbataljon (1986-1992), Infanteribataljon (1992-2004), begge som mobiliseringsbataljon
- VII/JDR: Infanteribataljon (1992-2004) , kun som mobiliseringsbataljon